# Prêmio TVyNovelas de melhor programa de comédia
O Prêmio TVyNovelas de melhor programa de comédia é um dos prêmios oferecidos durante a realização do Prêmio TVyNovelas, destinado ao melhor programa de comédia da televisão mexicana.

## Premiados e indicados
| Ano  | Vencedor                | Produção                                 |
| ---- | ----------------------- | ---------------------------------------- |
| 1983 | Cachún cachún ra ra!    | Luis de Llano Macedo                     |
| 1984 | Cachún cachún ra ra!    | Luis de Llano Macedo                     |
| 1985 | Cachún cachún ra ra!    | Luis de Llano Macedo                     |
| 1986 | La carabina de Ambrosio | Humberto Navarro                         |
| 1987 | El Chavo del Ocho       | Roberto Gómez Bolaños                    |
| 1988 | Dr. Cándido Pérez       | Jorge Ortiz de Pinedo                    |
| 1989 | Dr. Cándido Pérez       | Jorge Ortiz de Pinedo                    |
| 1990 | Los comediantes         | Jorge Ortiz de Pinedo                    |
| 1991 | ¡Anabel!                | Enrique Segoviano                        |
| 1992 | ¡Anabel!                | Enrique Segoviano                        |
| 1993 | Todo de todo            | Juan Osorio Ortiz                        |
| 1999 | Derbez en cuando        | Eugenio Derbez                           |
| 2000 | Derbez en cuando        | Eugenio Derbez                           |
| 2002 | Cero en conducta        | Jorge Ortiz de Pinedo                    |
| 2003 | La parodia              | Reynaldo López                           |
| 2004 | La familia P.luche      | Eugenio Derbez                           |
| 2005 | La hora pico            | Reynaldo López                           |
| 2006 | El privilegio de mandar | Carla Estrada                            |
| 2007 | Amor mío                | Roberto Gómez Fernández/Giselle González |
| 2008 | La familia P.luche      | Eugenio Derbez                           |